# 凍土

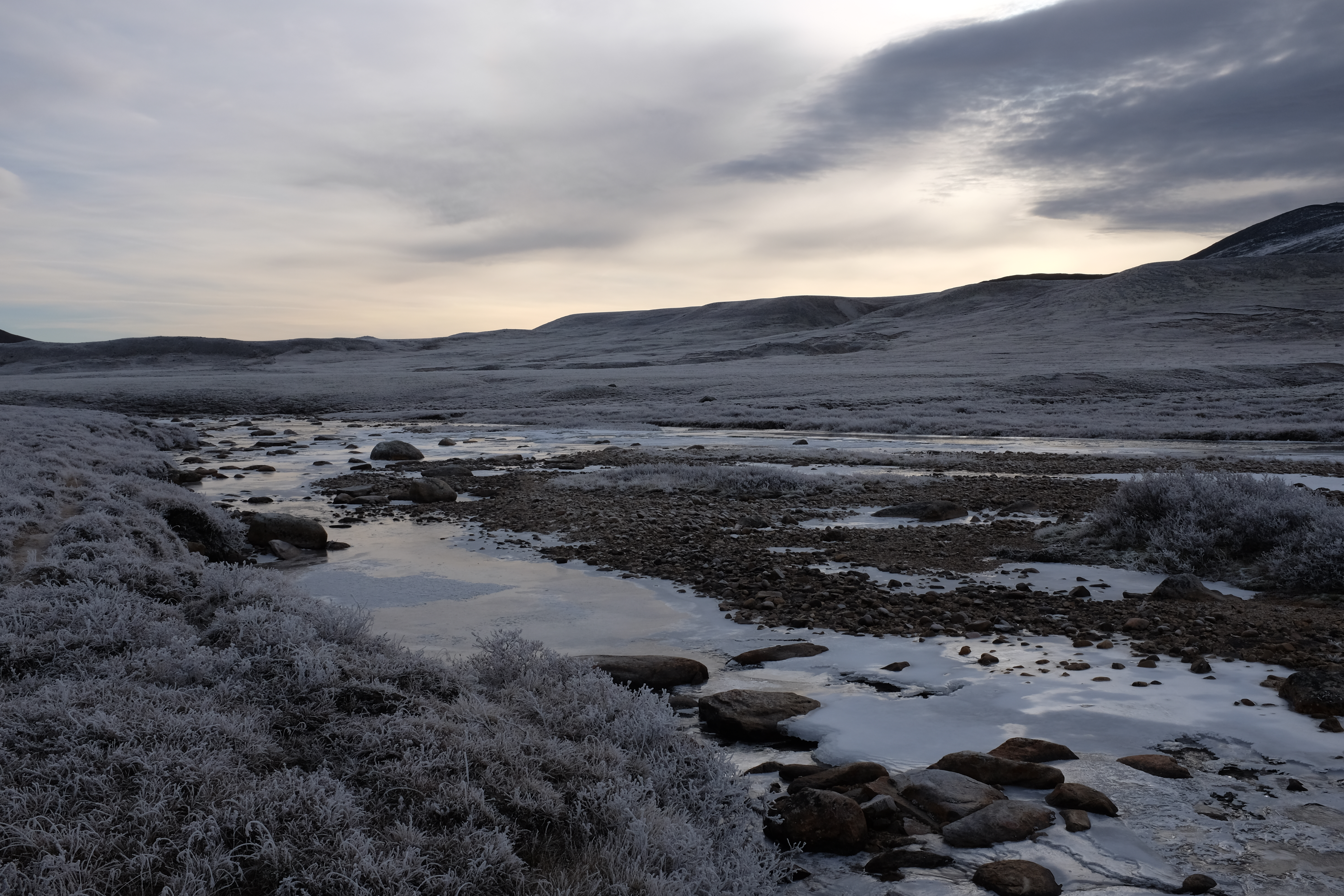
ノルウェーのStroplsjødalen valleyで見られる凍土

凍土（とうど、英語: frozen ground, frozen soil）とは、氷を含む土壌や岩石のことである。凍土は土粒・氷・空気・不凍水から構成される。
凍土は、気温が0 ℃を下回るときに土中の水分が凍結することで形成される。冬季に凍結するものの夏季に融解する場合は季節凍土（seasonally frozen ground）とよぶ（季節凍土か否かは土壌水の相により決定される）。一方、2年間以上にわたり継続して温度0 ℃以下をとる場合、永久凍土（permafrost）とよぶ（永久凍土か否かは温度により決定される）。